# 埼玉県立深谷はばたき特別支援学校
埼玉県立深谷はばたき特別支援学校（さいたまけんりつ ふかやはばたきとくべつしえんがっこう）は、埼玉県深谷市にある公立特別支援学校。2011年3月に閉校した埼玉県立川本高等学校の跡地にその校舎を活用し、県内で3校目の特別支援学校として開校された。

## 学部
- 小学部
- 中学部
- 高等部

## 学校教育目標
笑顔、かがやき、そして未来へ

## 沿革
- 2010年（平成22年）4月1日 ：本庄地方庁舎内に開設準備室を設置
- 2011年（平成23年）4月1日 ：開校
- 2011年（平成23年）6月10日：開校記念式典挙行[1]

## アクセス
- 秩父鉄道秩父線武川駅から徒歩20分

＊深谷市コミュニティバスくるりん
デマンドバス　南部デマンド か046「深谷はばたき特別支援学校前」下車すぐ
※デマンドバスは令和4年度4月から市民のみ利用可能。事前に市役所にて利用登録を行う必要あり。